# خط عرض 18° شمال
خط عرض 18° شمال هي إحدى دوائر العرض الجغرافية، وهي دوائر وهمية تحيط بالكرة الأرضية، وموازية لخط الاستواء، وتتميز هذه الدائرة بأن الأراضي الواقعة عليها تنتمي للمنطقة المدارية الحارة.

## حول العالم
يبدأ من خط الزوال الأولي ويتجه شرقا، خط عرض 18° شمال يمر عبر:
| الإحداثيات                           | البلد أو الإقليم أو البحر | ملاحظات |
| ------------------------------------ | ------------------------- | --- |
| 18°0′N 0°0′E / 18.000°N 0.000°E      | مالي                      | |
| 18°0′N 4°14′E / 18.000°N 4.233°E     | النيجر                    | |
| 18°0′N 15°33′E / 18.000°N 15.550°E   | تشاد                      | |
| 18°0′N 24°0′E / 18.000°N 24.000°E    | السودان                   | |
| 18°0′N 38°34′E / 18.000°N 38.567°E   | إرتريا                    | لحوالي 1 km |
| 18°0′N 38°34′E / 18.000°N 38.567°E   | البحر الأحمر              | |
| 18°0′N 41°38′E / 18.000°N 41.633°E   | السعودية                  | |
| 18°0′N 48°7′E / 18.000°N 48.117°E    | اليمن                     | |
| 18°0′N 52°28′E / 18.000°N 52.467°E   | عُمان                      | |
| 18°0′N 56°24′E / 18.000°N 56.400°E   | المحيط الهندي             | بحر العرب |
| 18°0′N 73°1′E / 18.000°N 73.017°E    | الهند                     | ماهاراشترا كارناتاكا أندرا برديش تشاتيسغار أوديشا تيلانغانا                                                                                           |
| 18°0′N 83°34′E / 18.000°N 83.567°E   | المحيط الهندي             | خليج البنغال |
| 18°0′N 94°28′E / 18.000°N 94.467°E   | ميانمار (Burma)           | |
| 18°0′N 97°44′E / 18.000°N 97.733°E   | تايلاند                   | |
| 18°0′N 101°1′E / 18.000°N 101.017°E  | لاوس                      | |
| 18°0′N 101°45′E / 18.000°N 101.750°E | تايلاند                   | |
| 18°0′N 102°24′E / 18.000°N 102.400°E | لاوس                      | مرورا بشمال فيينتيان |
| 18°0′N 103°3′E / 18.000°N 103.050°E  | تايلاند                   | |
| 18°0′N 104°12′E / 18.000°N 104.200°E | لاوس                      | |
| 18°0′N 105°37′E / 18.000°N 105.617°E | فيتنام                    | |
| 18°0′N 106°28′E / 18.000°N 106.467°E | بحر الصين الجنوبي         | مرورا بجنوب the جزيرة هاينان, جمهورية الصين الشعبية                                                                                                   |
| 18°0′N 120°30′E / 18.000°N 120.500°E | الفلبين                   | جزيرة لوزون |
| 18°0′N 122°11′E / 18.000°N 122.183°E | المحيط الهادئ             | بحر الفلبين · مرورا بجنوب باجان, جزر ماريانا الشمالية · into an unnamed part of the Ocean                                                             |
| 18°0′N 102°27′W / 18.000°N 102.450°W | المكسيك                   | |
| 18°0′N 88°46′W / 18.000°N 88.767°W   | بليز                      | |
| 18°0′N 88°8′W / 18.000°N 88.133°W    | Chetumal Bay              | |
| 18°0′N 87°58′W / 18.000°N 87.967°W   | بليز                      | Ambergris Caye |
| 18°0′N 87°55′W / 18.000°N 87.917°W   | البحر الكاريبي            | |
| 18°0′N 77°50′W / 18.000°N 77.833°W   | جامايكا                   | Passing though كينغستون |
| 18°0′N 76°15′W / 18.000°N 76.250°W   | البحر الكاريبي            | مرورا بجنوب the Tiburon Peninsula, هايتي |
| 18°0′N 71°42′W / 18.000°N 71.700°W   | جمهورية الدومينيكان       | |
| 18°0′N 71°9′W / 18.000°N 71.150°W    | البحر الكاريبي            | مرورا بجنوب جزيرة سونا, جمهورية الدومينيكان · مرورا بجنوب Isla Mona, بورتوريكو                                                                        |
| 18°0′N 67°12′W / 18.000°N 67.200°W   | بورتوريكو                 | |
| 18°0′N 65°52′W / 18.000°N 65.867°W   | البحر الكاريبي            | مرورا بجنوب فيكويس, بورتوريكو · Passing between the جزر سانت توماس (جزر العذراء الأمريكية) وسينت كروا, جزر العذراء الأمريكية · مرورا بجنوب سينت مارتن |
| 18°0′N 63°0′W / 18.000°N 63.000°W    | المحيط الأطلسي            | مرورا بشمال سان بارتيلمي |
| 18°0′N 16°1′W / 18.000°N 16.017°W    | موريتانيا                 | مرورا بجنوب نواكشوط |
| 18°0′N 5°46′W / 18.000°N 5.767°W     | مالي                      | |